# HD 181068
HD 181068 é uma estrela de tipo G5, na constelação de Lyra. Fica a 801 anos-luz de distância, brilha em uma magnitude visual aparente de 7.10. A abundância de ferro de HD 181068 é 0,05 (112,2% do Sol). Ele está se movendo através da galáxia a uma velocidade de 11,1 km/s em relação ao sol.
HD 181068 é um Sistema triplo de estrelas que compreende uma gigante vermelha: HD 181068A e dois anãs vermelhas: HD 181068B e HD 181068C. Este sistema é localizado na constelação de Lira e é notável pela única variação de eclipse triplo que são observadas quando cada estrela passa na frente ou atrás das outras. A estrela principal HD 181068A também é incomum, pois não apresenta oscilações sísmicas internas como têm sido detectado em outras gigantes vermelhas. HD 181068A é estimada em ser 12,4 vezes maior do que o nosso Sol.